# ポーランド家族同盟
ポーランド家族同盟（ポーランドかぞくどうめい、Liga Polskich Rodzin, 略称：LPR）はポーランドにおける極右政党。党首はロマン・ギェルティフ。

## 概説
2001年1月、カトリック系のラジオ放送局「ラジオ・マリア」運営者のルィズィク（Tadeusz Rydzyk）神父の呼びかけに応じて集まった20余りの民族主義・愛国団体によって結成された「家族連盟」を前身とし、民族主義政党の国民党（SN）や国民民主党（SND）の党員が中心メンバーとして、SNDがLPRに党名改称する形で発足した（2001年5月10日に結成党大会、5月30日に政党登録名変更の届出）。
結成直後の2001年の議会選挙では、支持率が低迷していたにもかかわらず、セイム（下院）で38議席（得票率7.97％）、セナト（上院）で2議席を獲得した（ただし、2005年までの会期中に議員の離反が相次ぎ、最終的な議席は19議席にまで減っていた）。続く2005年の議会選挙ではセイムで34議席（7.97％）、セナト（上院）で7議席を獲得し、自衛（Samoobrona）と共に、比較第一党になった右派政党である法と正義（PiS）のカジミェシュ・マルチンキェヴィチ（Kazimierz Marcinkiewicz）を首班とする少数内閣を支持し、翌2006年5月からは3党連立政権に参加した（のちにレフ・カチンスキ大統領の双子の兄であるヤロスワフ・カチンスキが首相となった）。しかし、連立政権入りを巡って党内対立が生じ、ラジオ・マリアもLPRに対する批判を強めたことで、党への結集力と支持率が急激に低下した。そして、連立与党の「自衛」代表であるアンジェイ・レッペルの汚職問題を契機とした与党内部の対立激化から、4年の任期を前倒し（解散）されて行われた2007年10月の議会選挙では、得票率1.30％で議席を獲得するために最低限必要な得票率5％の壁を突破できずセナトと合わせて全議席を失った。

## 政策
基本的なスタンスは「国民カトリック」と言われ、政治的には伝統を重んじる国民保守主義であるとともに、経済への国家介入にも積極的である。民族主義及びカトリックに基づく政策の主張が強く、妊娠中絶や同性愛などにも反対の立場を表明している。特にEU統合には強く反対をしている。
全ポーランド「民族」の利益を擁護すべきであると主張し、その流れを汲むのがポーランド家族同盟（LPR）。同党はラジオ・マリヤの支持を取り付け数百万人のリスナーに向けて、伝統主義、外国人嫌悪、反ユダヤ主義の主張を流しているカトリック保守の放送局だ。これらの政党は、多くは暴力を信奉しており、どの国の場合も多かれ少なかれ、選挙や体制内政治への侮蔑、人種差別の傾向、強力な指導者への信奉という共通点がある。例えばポーランドでは、さまざまな都市で数百人の活動家が集まって、ファシスト的で反ユダヤ主義的な落書きで壁を埋め尽くしている。2006年まではLPRの傘下にあった全ポーランド青年は、暴力的行動で知られている。